# Портлендський фестиваль троянд
Портлендський фестиваль троянд — щорічний фестиваль, який проводиться в червні в Портленді, штат Орегон, США. Його організовує волонтерська некомерційна асоціація Portland Rose Festival Association з метою популяризації міста. На фестивалі відбуваються три окремі паради, а також ряд інших заходів.

## Історія
Історія фестивалю почалася у 1888 році, коли громадська активістка Джорджіана Пітток вперше організувала виставку троянд. Щороку ця виставка стала збирала все більше людей. У 1905 році мер Портленда в своїй промові сказав, що місту потрібен «фестиваль троянд» і у 1907 році відбувся перший Портлендський фестиваль троянд. Великий квітковий парад є основною частиною фестивалю. Більше 500 000 глядачів вишикуються на маршруті, що робить цей квітковий парад найбільшою одноденною подією для глядачів в Орегоні.
В 1921 році відбувся перший юніорський фестиваль троянд, до якого щороку долучається все більше дітей. В 1936 році юніорський фестиваль став частиною Портлендського фестивалю троянд.
На фестивалі проводиться парад зірок, карнавали, перегони на човнах-драконах та лижні перегони.  З 1988 по 2002 роки авіашоу було однією із основних частин фестивалю троянд.
У 1917 і 1918 роках через Першу світову війну та з 1942 по 1945 роки через Другу світову війну фестиваль не проводився. З 2020 року святкові заходи були скасовані через COVID-19.

## Галерея

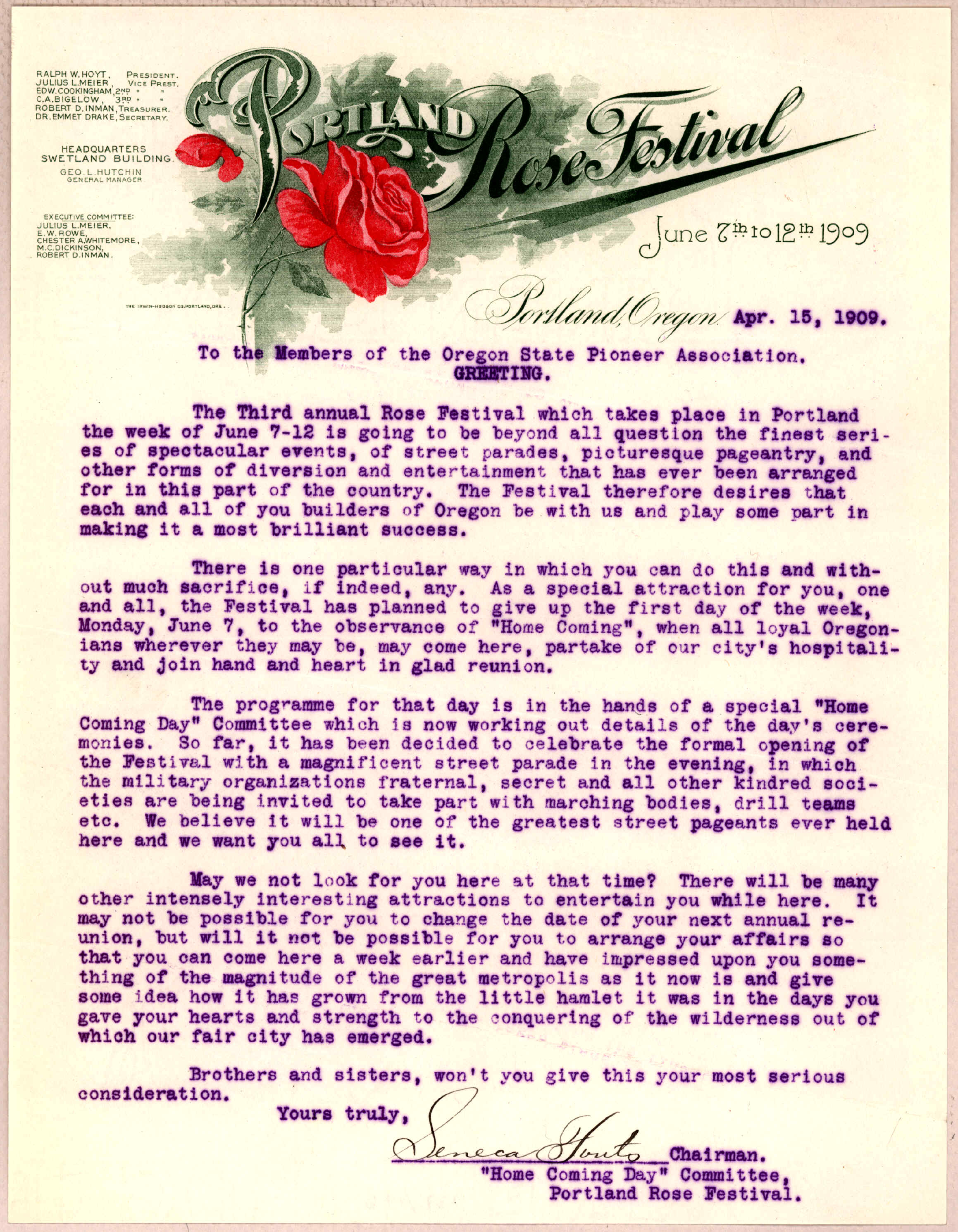
Лист фестивалю троянд, 1909 рік
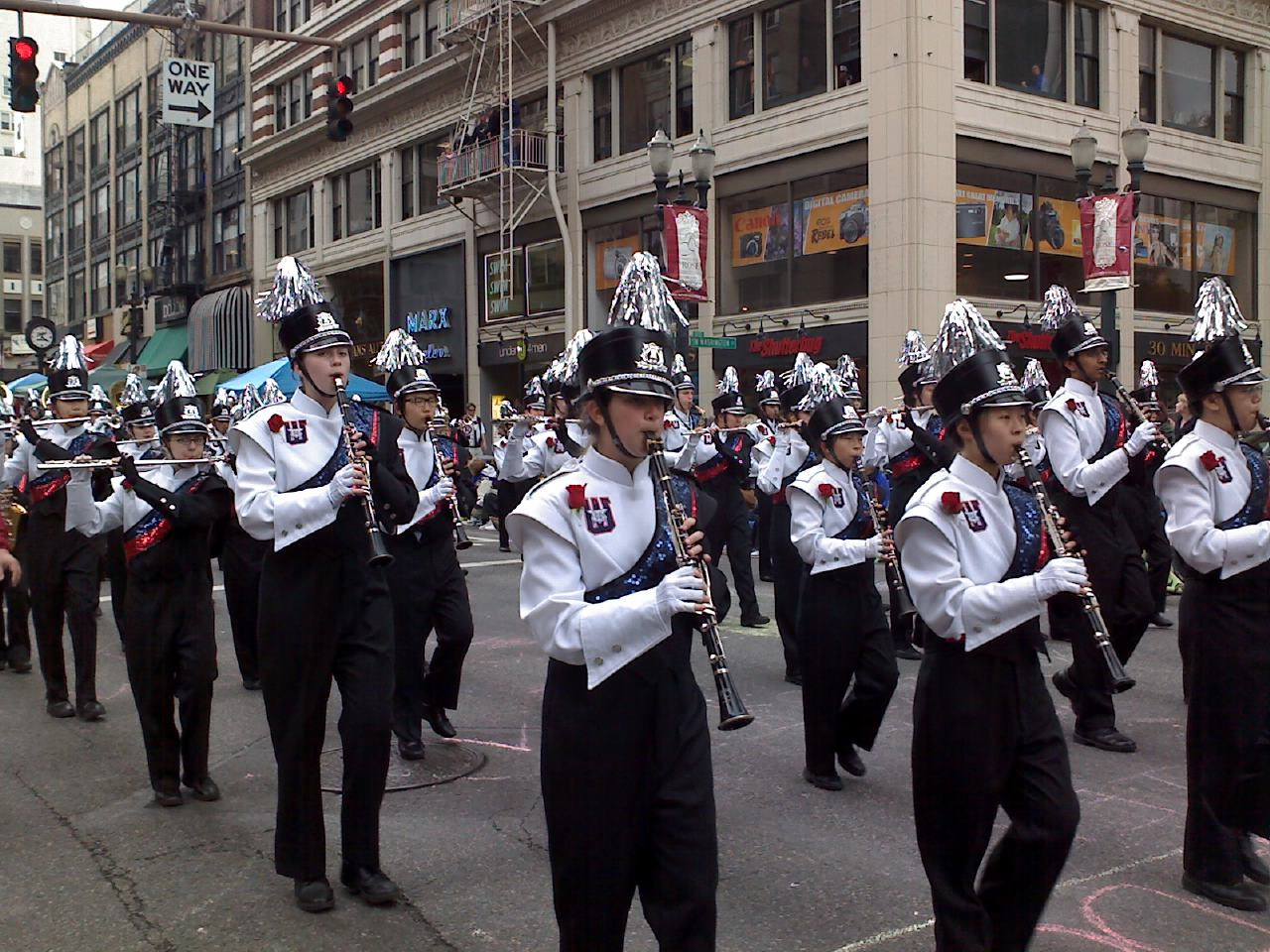
Оркестр на параді
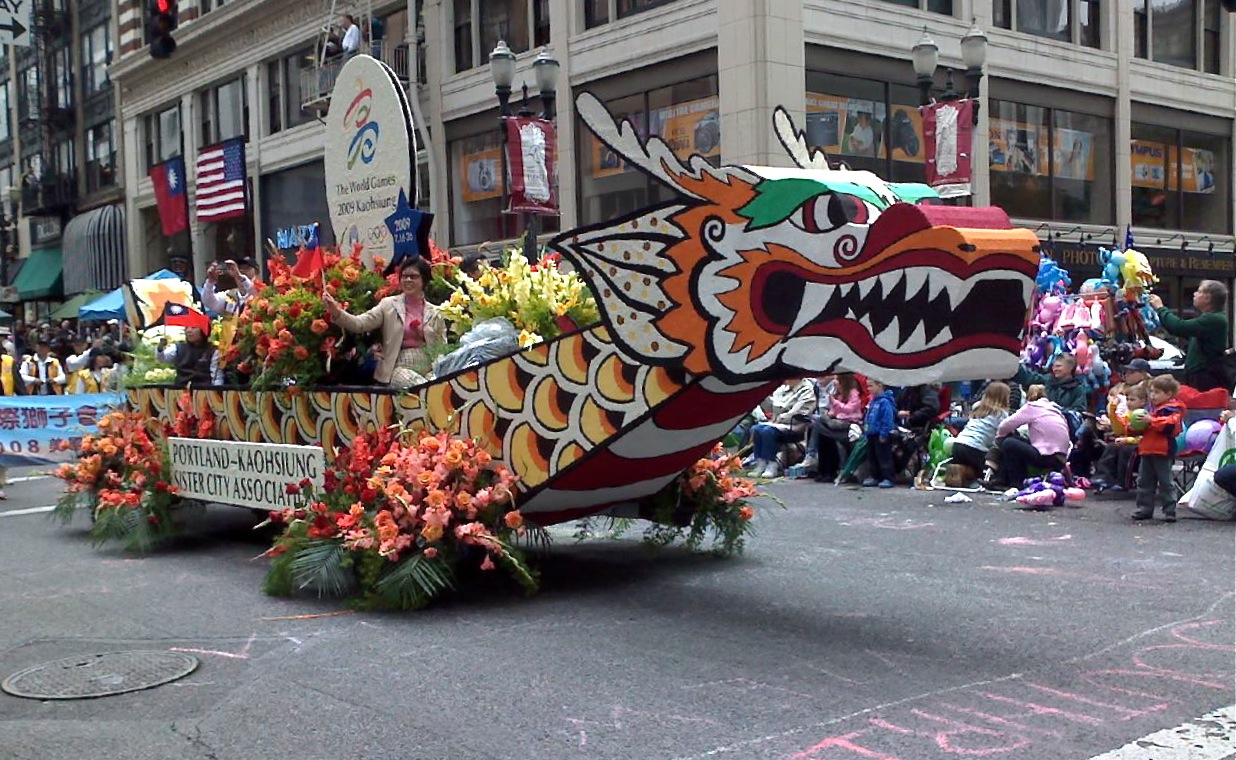
Човен-дракон, 2008 рік
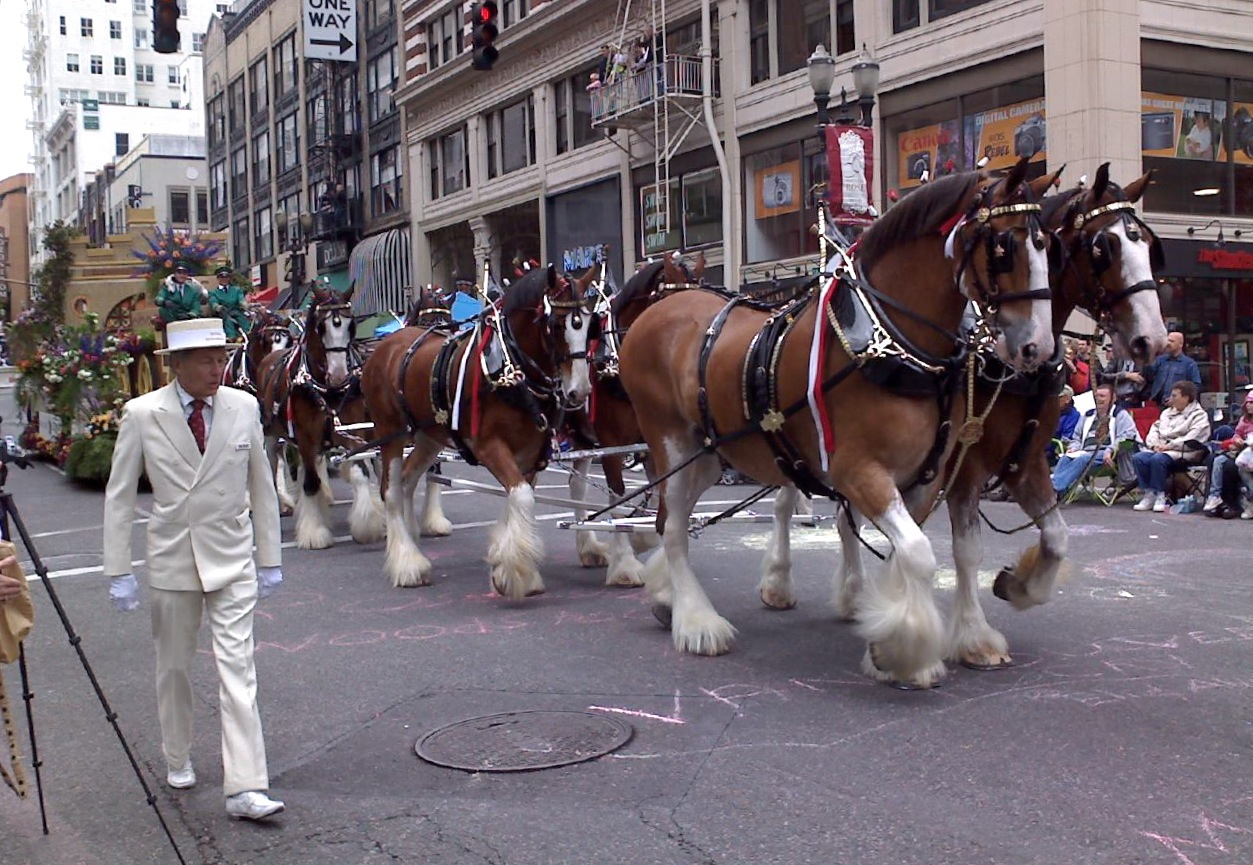
Учасники параду
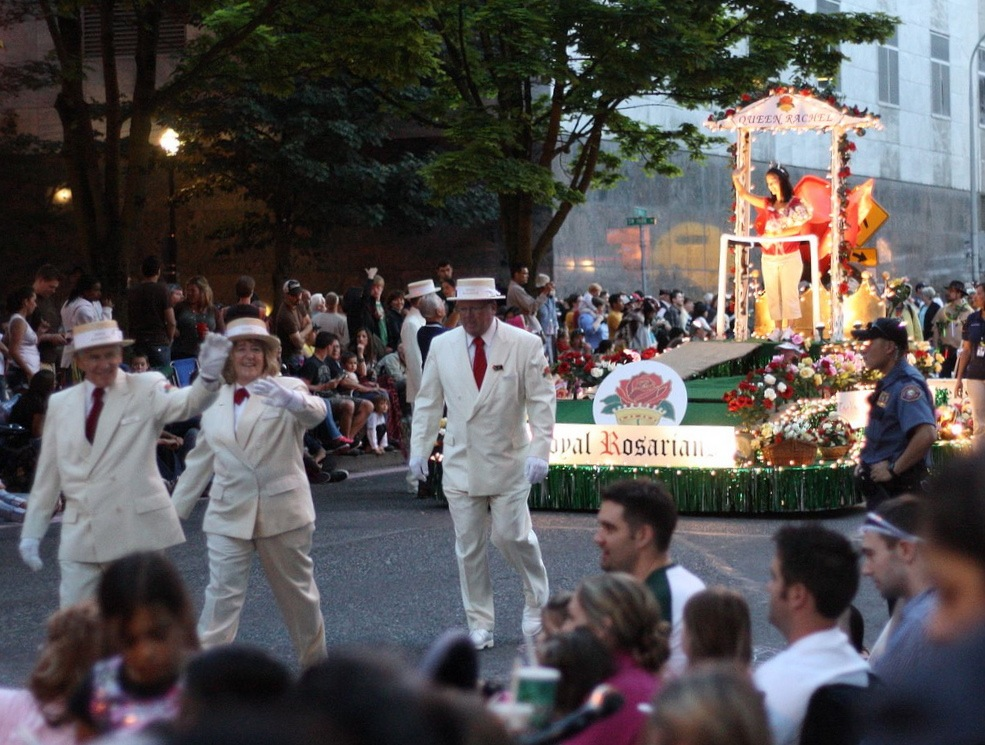
Королева фестивалю, 2010 рік
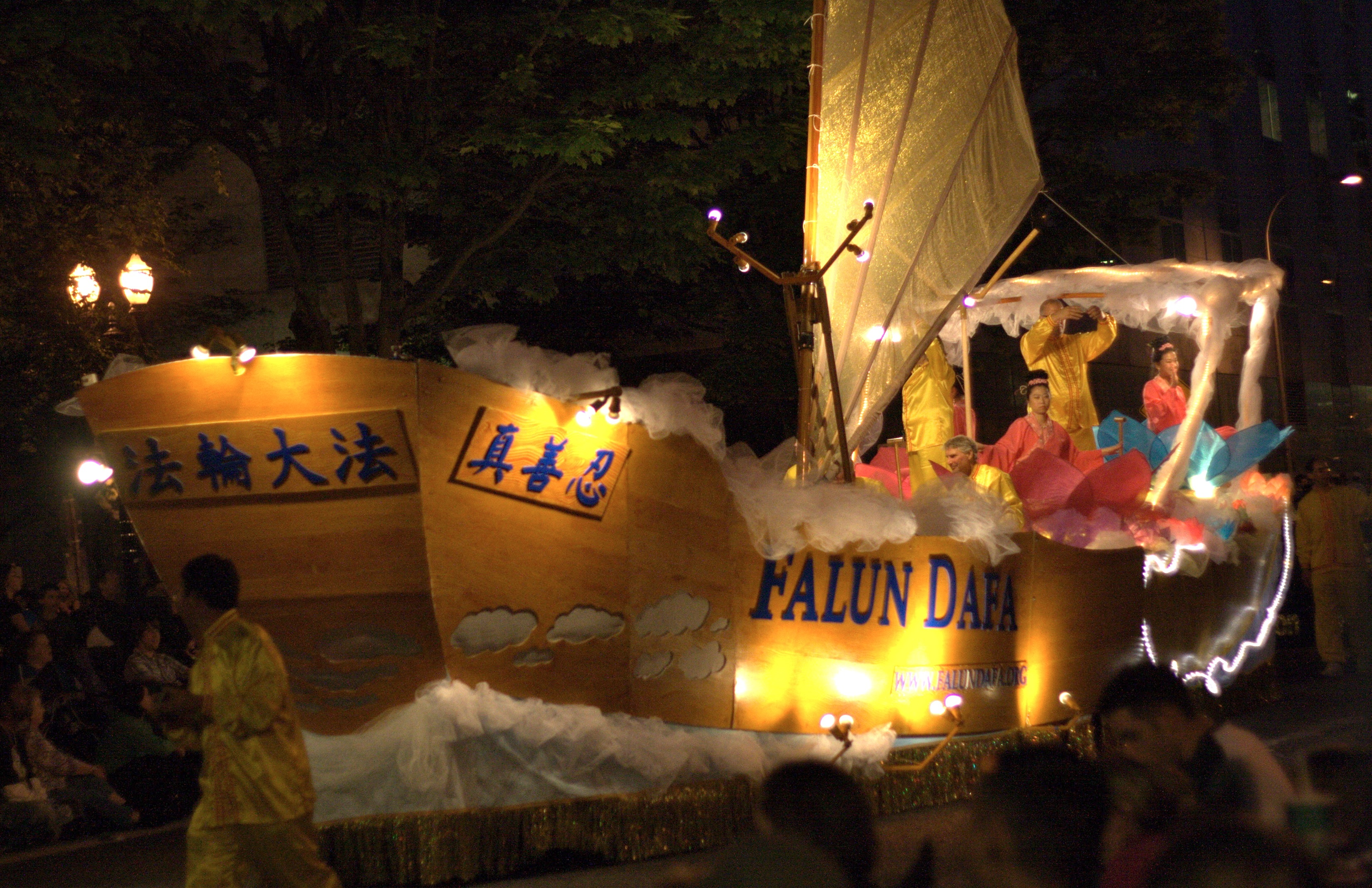
Парад зірок
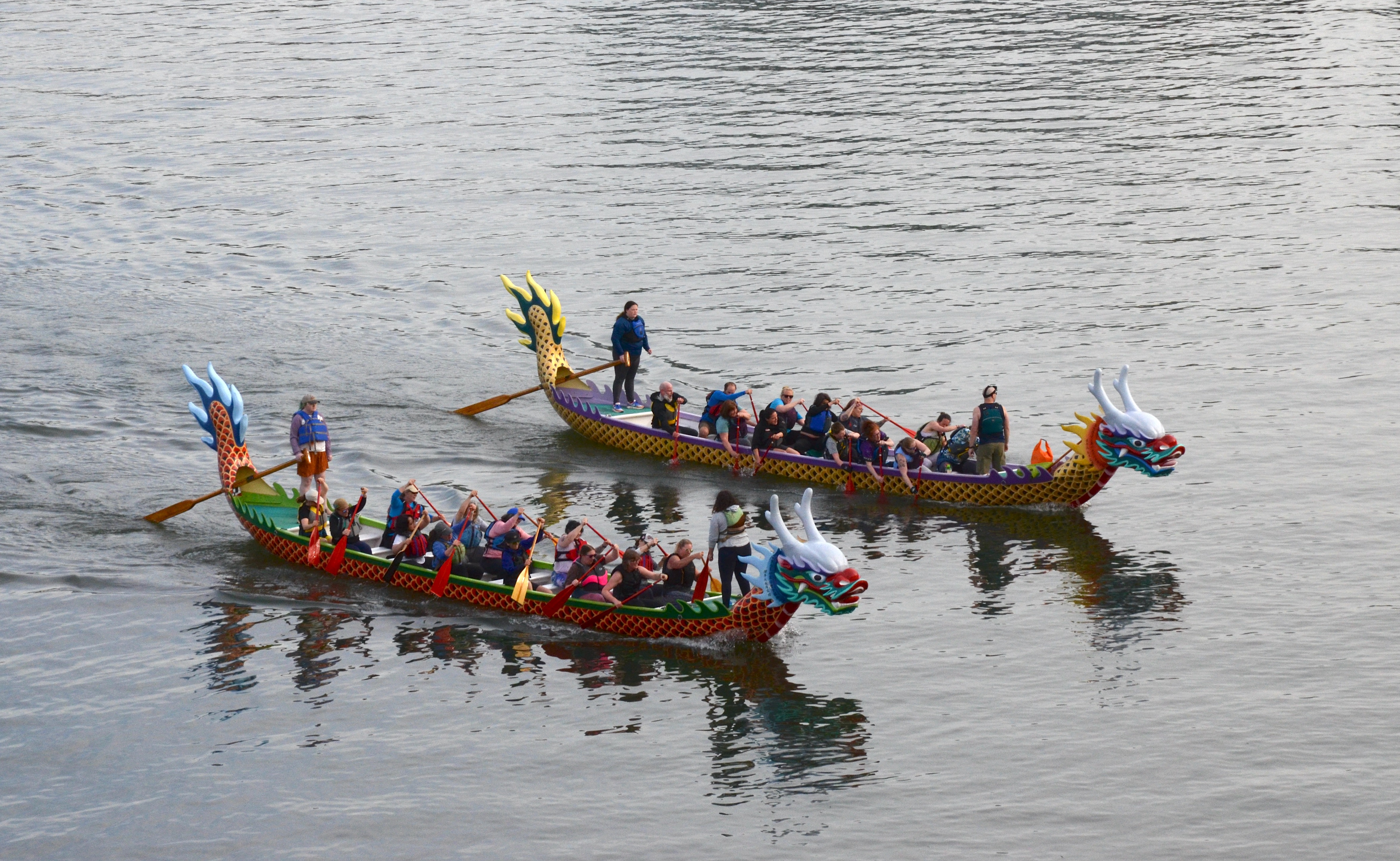
Перегони на човнах
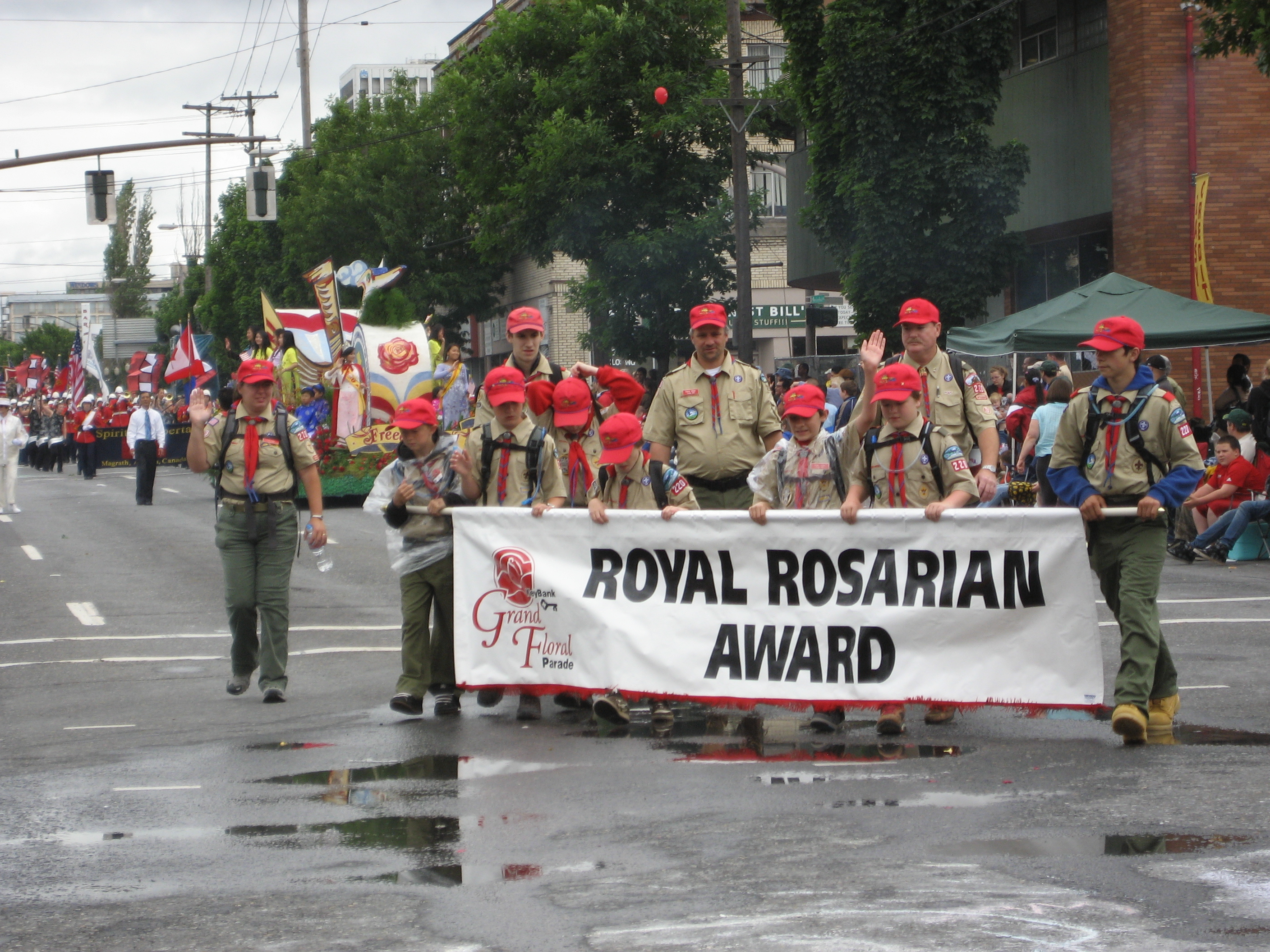
Святковий парад

## Примітка
1. 1 2  Portland Rose Festival. www.oregonencyclopedia.org (англ.). Процитовано 15 серпня 2022.
2. ↑  Parades. www.rosefestival.org (англ.). Процитовано 15 серпня 2022.
3. ↑  Portland Rose Festival. The Official Guide to Portland (амер.). Процитовано 15 серпня 2022.
4. 1 2  Portland Rose Festival. www.oregonencyclopedia.org (англ.). Процитовано 15 серпня 2022.
5. ↑  Portland Rose Festival Association photographs collection - Archives West. archiveswest.orbiscascade.org. Процитовано 15 серпня 2022.
6. ↑  Fred Meyer Junior Parade. www.rosefestival.org (англ.). Архів оригіналу за 15 серпня 2022. Процитовано 15 серпня 2022.
7. ↑  Oregon International Air Show. Academic Dictionaries and Encyclopedias (англ.). Процитовано 15 серпня 2022.
8. ↑  Oregonian/OregonLive, Rosemarie Stein | The; Oregonian/OregonLive, Kjerstin Gabrielson | The (19 березня 2020). The 2020 Portland Rose Festival has been postponed due to coronavirus crisis. oregonlive (англ.). Процитовано 15 серпня 2022.